# 牛角沱滨水公园
牛角沱滨水公园是位于重庆市渝中区牛角沱附近山底水边的滨水公园，隐藏于牛角沱立交和重庆轨道交通2、3号线牛角沱站下方，于重庆市创建国家园林城市期间提出建设，投资300万元人民币，规划占地面积2.3万平方米，其中7125平方米位于高架桥下，4750平方米位于桥体阴影中，于2006年开始规划，2008年5月1日对外开放。

## 规划与建设
牛角沱滨水公园最早于2006年开始规划，原计划修建一座开放式公园，占地面积2.3万平方米，但因牛滴路施工而搁置，次年牛滴路完工，公园开建，但因公园所在区域曾是嘉陵江滨江路、渝澳大桥、牛滴路和轨道2号线等多个重大市政工程的项目工地和废弃材料堆放处，弃渣堆满了整个工地，仅是清理就需要200余万元人民币，渝中区市政绿化局于是决定放弃规划，因地制宜利用废料打造“建筑遗址公园”。
新公园分建筑遗址公园、绿色漫步长廊、滨江亲水地带共3个部分。建筑遗址公园部分建设过程中无设计图纸，均为设计人员现场设计，工人从废料堆中找寻合适材料现场施工，期间施工方利用废弃石渣砌起堡坎、平整道路，并利用其上方桥梁、其下方排水渠的桥墩等造景，公园大门由7米高的桥墩做成，园内打造了一个山石文化园，其中有大石板制成的石桌石凳、小石头堆砌成的雕塑，每件作品上都注明了原料的时间和工程项目以记录其建筑历史。
此外，公园还有没有高架桥遮挡、有阳光照射的条形绿色漫步长廊，两旁种植了海棠、红叶等50多个品种的1.6万株乔灌木，以及靠近江边的滨江亲水地带。园内共有桃花、樱花、玉兰、黄桷兰等各类乔木50多种，近2万株，四季均有花草开放。

## 评价
渝中区市政绿化局认为牛角沱滨水公园可以为市民提供一个独特的休闲空间，也记录城市变化，其建设是一次就地取材、变废为宝的创新探索；公园同时连接了从牛角沱轨道站和市外事办公室，方便市民出行。2022年重庆交通大学建筑与城市规划学院对公园进行调查后，发现公园仅能在电子地图上被搜索到，且可达性差，当地市民也多不了解该公园的存在，园内场地昏暗，环境卫生不良，安全防护设施缺失，大部分使用者也对公园景观的整体评价较差。